# La Escuela Flotante de Makoko
La escuela flotante de Makoko fue un proyecto de construcción de Makoko, Lagos, Nigeria, que se desarrolló en 2013. La escuela fue abandonada en marzo de 2016 por cuestiones de seguridad y en junio de 2016, una tormenta la derrumbó. Se han propuesto iteraciones.

## Historia
Antes del comienzo del proyecto, los niños de Makoko solo tenían acceso a una escuela primaria. Esta estaba construida en terrenos ganados al mar y sufría inundaciones. En 2013, un arquitecto nigeriano, Kunlé Adeyemi de NLÉ, propuso transformar la situación de tugurio acuático de la comunidad ribereña de Makoko en una isla flotante mediante la creación de un prototipo de edificio funcional. Este prototipo tendría la capacidad de combatir problemas anteriores de inundación en tierra, haciendo que la escuela flotara junto a la comunidad. Colaboró con organizaciones no gubernamentales como la Fundación Heinrich Böll, el Programa de las Naciones Unidas para el Desarrollo (PNUD), el Programa de Adaptación de África del Ministerio Federal de Medio Ambiente, el Área de Desarrollo del Consejo Local de Yaba (LCDA) y la comunidad de Makoko para ejecutar el proyecto.

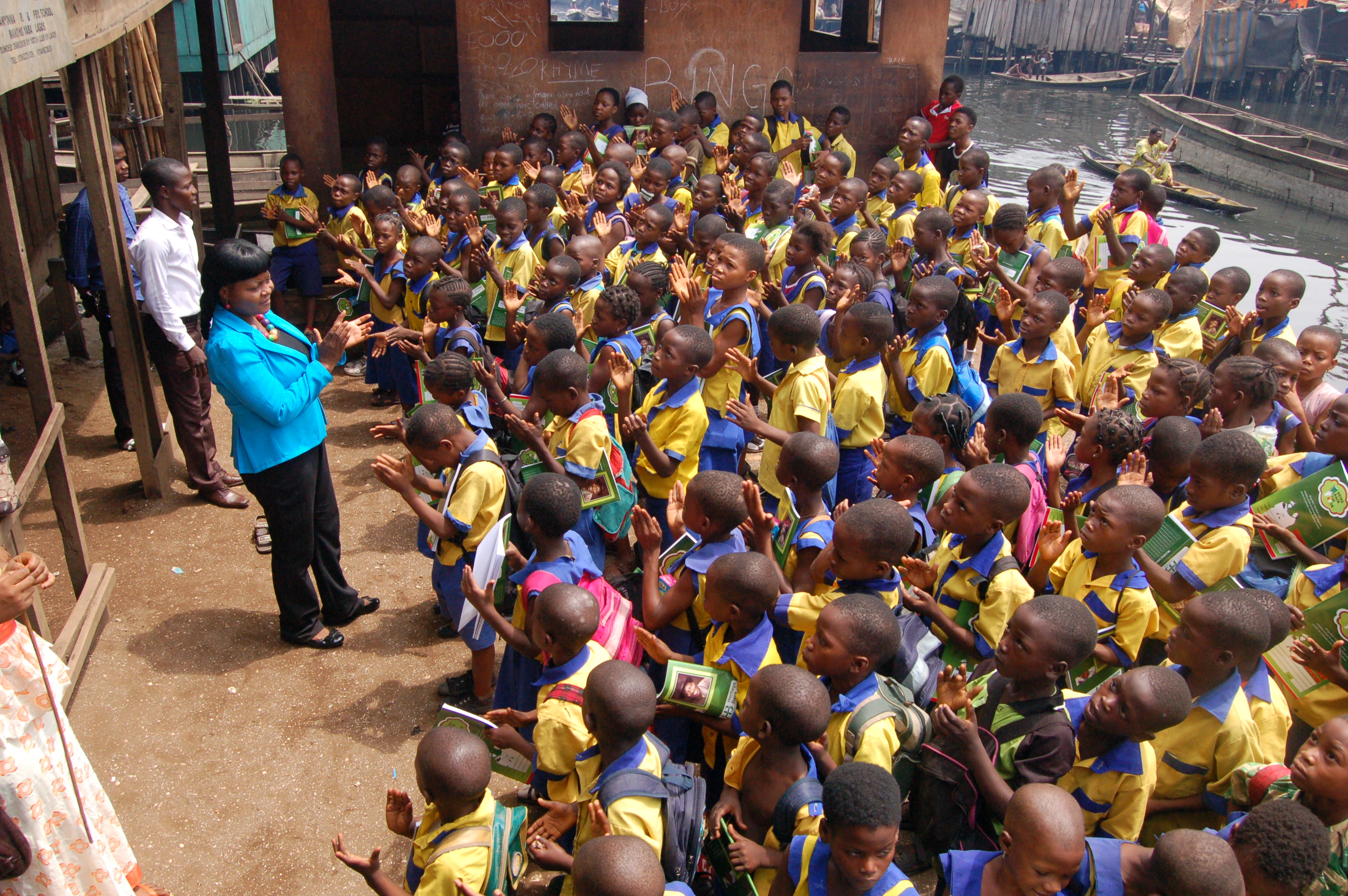
Escuela flotante Makoko

La escuela flotante de Makoko estaba compuesta de edificios y estructuras alternativos y sostenibles, diseñados para adaptarse al estilo de vida acuático de los residentes. La escuela flotante utilizó materiales locales como el bambú y la madera para producir una arquitectura que satisfaría las necesidades físicas y sociales de la gente y reflejara la cultura de la comunidad. La madera fue el material principal para la estructura, el soporte, y el acabado del edificio de la escuela.
La forma del edificio de la escuela era una sección triangular en forma de A con un área de juego de aproximadamente 1,000 pies cuadrados en la planta baja. En el primer piso estaban las aulas, y en el techo, una aula al aire libre.
Las aulas del segundo nivel estaban parcialmente cerradas con listones de lamas ajustables. Estas también tenían vegetación por dentro. Fuera del horario escolar, se utilizaban para funciones comunitarias.
Las características sostenibles incluyian células solares en el techo, sistemas de captación de agua de lluvia, y baños de compostaje. La estructura también estaba diseñada de manera que se ventilase y airease naturalmente, y use alrededor de 250 barriles de plástico para flotar. 
Hay discusión para utilizar el prototipo del edificio para proporcionar infraestructura adicional para la comunidad, incluido un centro de entretenimiento, un centro comunitario, y clínicas de salud.
El diseño de la escuela flotante ganó el premio AR+D 2013 dearquitectura emergente y fue preseleccionado para el premio Diseño del Año 2014 del London Design Museum. También recibió una nominación para el Premio Internacional de Arte Público 2015.
El 7 de junio de 2016, la estructura de la escuela flotante de Makoko se derrumbó a causa de lluvias fuertes. No se registraron víctimas, ya que el edificio no se usaba hace tres meses debido a problemas de seguridad. El edificio sería reemplazada con una nueva iteracion.

## MFS II y MFS III
En 2016, se presentó en la Bienal de Arquitectura de Venecia una segunda versión de Makoko Floating School, llamada Makoko Floating School II (MFS II). Esta versión actualizada se diseñó como una versión prefabricada y de montaje rápido de la original. Fue galardonada con el León de Plata.
En 2018 se expuso una tercera iteración de la Escuela Flotante Makoko, MFS III. Ubicada en Brujas, Bélgica, MFS III pretende rediseñar la escuela flotante para que sea más sólida desde el punto de vista estructural, alegando una vida útil de 25 años.